# Доктор (фильм)
«Доктор» (англ. The Doctor) — драматический американский кинофильм 1991 года по мотивам мемуаров ревматолога Эдварда Розенбаума.

## Сюжет
Джек МакКи (Уильям Хёрт) — преуспевающий врач, не знающий забот и не понимающий, что значит сопереживать пациенту. Так продолжается до тех пор, пока не обнаруживается, что он болен раком. В результате он сам становится пациентом и вынужден испытывать на себе ту же холодность со стороны коллег, с которой сам привык относиться к собственным пациентам.

## В ролях
- Уильям Хёрт — Джек МакКи[5]
- Кристин Лахти — Энн МакКи
- Элизабет Перкинс — Джун Эллис
- Мэнди Патинкин — доктор Каплан
- Адам Аркин — доктор Блумфилд
- Венди Крюсон — доктор Эбботт

## Съёмочная группа
- Режиссёр: Рэнда Хейнс
- Продюсер: Эдвард С. Фельдман, Майкл С. Глик, Лора Зискин
- Сценарист: Эд Розенбаум, Роберт Касуэлл
- Композитор: Майкл Конвертино
- Оператор: Джон Сил